# Philcoxia bahiensis
Philcoxia bahiensis ist eine Pflanzenart aus der Familie der Wegerichgewächse, die ausschließlich in Brasilien vorkommt. Sie wurde erst im Jahr 2000 durch Vinicius Castro Souza und Raymond Mervyn Harley anhand einer Aufsammlung von 1994 erstbeschrieben. Neuere Arbeiten ziehen in Betracht, dass sie fleischfressend sein könnte.

## Beschreibung
Philcoxia bahiensis ist eine ausdauernde, krautige Pflanze mit einer Wuchshöhe von bis zu 25 Zentimetern und kurzen, unterirdischen Sprossachsen, die spärlich und unregelmäßig verzweigt sind und eine Dicke von 1,5 bis 3,5 Millimeter erreichen. Die Rhizome sind blattlos, die Wurzeln erreichen eine Dicke von 2 bis 3 Millimeter.
An der Sprossachse stehen weit über zwanzig Blätter. Die Blattstiele haben eine Länge von 9 bis 17 Millimetern, sind glatt und fadenförmig. Die Blattspreiten sind rund und haben einen Durchmesser von 1,2 bis 2,5 Millimeter.
Der aufrechte oder aufsteigende einfache Blütenstand ist 14 bis 25 Zentimeter hoch und im oberen Abschnitt mit Drüsen besetzt. Die Tragblätter sind unbehaart, eiförmig bis dreieckig, 0,5 bis 1,5 Millimeter lang und rund 0,5 Millimeter breit.
Die Blütenstiele sind annähernd aufrecht, 9 bis 11 Millimeter lang und besetzt mit rund 0,2 Millimeter langen Drüsenhaaren, die ein klebriges Sekret ausscheiden. Diese Drüsen finden sich auch auf den eiförmigen bis lanzettlichen und spitz endenden Kelchblättern, die 1,5 bis 2 Millimeter lang und rund 0,5 Millimeter breit sind. Die violette, dunkler nervierte Krone hat eine 3 bis 4 Millimeter lange Blütenröhre. Die Lippen der Krone sind kreisförmig bis umgekehrt-eiförmig und am Ende gerundet oder gekerbt, das obere ist circa 2 Millimeter lang, der untere 3 bis 4 Millimeter lang.
Der Staubfaden ist teilweise verwachsen, insgesamt 0,5 Millimeter lang und unbehaart, der Staubbeutel ist elliptisch. Der Fruchtknoten ist ebenfalls elliptisch und rund 1,5 Millimeter lang. Der Griffel ist am Ansatz schmal, zur Spitze hin abrupt verbreitert und 1,5 Millimeter lang. Die runde Kapselfrucht hat einen Durchmesser von 2 bis 2,5 Millimeter.

## Verbreitung
Die Art ist nur von einem Standort aus Campo rupestres in der Serra do Atalho, nahe Piati im brasilianischen Bundesstaat Bahia bekannt, wo sie auf offenen Standorten mit reinen Quarzsandböden wächst, die ohne jede weitere Vegetation sind. Der Standort ist allerdings von Menschenhand geschaffen und geht auf Diamantsucher zurück, die das Gelände vollständig umgegraben haben, natürliche Vorkommen und ihre Bedingungen sind bisher nicht bekannt.

## Nachweise
- Peter Taylor, Vinicius Castro Souza, Ana Maria Giulietti, Raymond Mervin Harley: Philcoxia: a new genus of Scrophulariaceae with three new species from eastern Brazil. In: Kew Bulletin. 55, 2000, pp. 153–163
- Peter W. Fritsch, Frank Almeda, Angela B. Martins, Boni C. Cruz, D. Estes: Rediscovery and Phylogenetic Placement of Philcoxia minensis (Plantaginaceae), with a Test of Carnivory. In: Proceedings of the Californian Academy of Sciences. 58(21), 2007, pp. 447–467, PDF online